# إيكولوجيا دقيقة
تعني الإيكولوجيا الدقيقة علم البيئة الميكروبي أو علم البيئة لموئِل دقيق. والإيكولوجيا الدقيقة في القناة الهضمية للإنسان هي دراسة علم البيئة الميكروبي للقناة الهضمية لدى الإنسان، 
وتُعد الإيكولوجيا الدقيقة مجالاً واسعًا يتضمن العديد من الموضوعات مثل التطور والتكوين والتنوع البيولوجي وبيولوجيا الفضاء وعلم البيئة والمعالجة البيولوجية وإعادة التدوير وميكروبيولوجيا الغذاء. وهناك ما يقدر بحوالي 10 ملايين ميكروب من أنواعٍ مختلفة تعيش على هذا الكوكب ولم يتم تحديد سوى أقل من 4500 ميكروب طبقًا لتقييم التنوع البيولوجي العام (1) https://web.archive.org/web/20130517043235/http://www.isme-microbes.org/whatis/biodiversity.
وبدون استخدام المجهر، ترى العين البشرية فقط الأجسام الأكبر من عُشر المليميتر من حيث الطول، إلا أنه في الحالات المناسبة، يمكنك أن ترى البيض البشري. وبتفحص هذه الأجسام الدقيقة، فأنت تنظر إلى ميزات عالم بأكمله من المخلوقات غير المرئية بالعين المجردة. وفي هذه الأرض التي تدور من حولنا، تحيا الميكروبات الدقيقة بالخارج وتقضي حياتها الدقيقة. ومثلنا، فهي تأكل وتتحرك وتتكاثر. وتتفاعل هذه الميكروبات مع العالم الذي تعيش به، حيث تحصل على الغذاء والطاقة من البيئة المحيطة بها، إلا أنها أيضًا تُغيّر هذه البيئة من خلال بعض الطرق واسعة النطاق. وفي ظل وجود الملايين من أنواع الميكروبات المختلفة حاليًا، تُغطي هذه الكائنات الحية كل جزء من الأرض. وهي تعتبر متعددة الجوانب حيث أنها تعيش تقريبًا في كل نوعٍ من الموائل. وعلى مدار بلايين السنين التي تواجدت خلالها الميكروبات على الكوكب، فقد عملت على التكيف مع البيئات التي تعيش فيها وتطور طرقًا لجمع الغذاء والطاقة التي لا تزال تستخدمها معظم الكائنات الحية الآن. (2) http://microbes.org/microscopic-worlds
وتتنوع الميكروبات بشكل كبير، حيث يمكنها الحياة في البيئات من البرد القارس إلى الحرارة الشديدة. كما تتحمل العديد من الظروف الأخرى، مثل الوفرة المحدودة للماء واحتواء الماء على نسبة مرتفعة من الملح ومستويات الأكسجين المنخفضة. ولا يمكن لكل ميكروب أن يحيا في كافة الموائل. فقد تطور كل نوع من الميكروبات ليعيش في إطار نطاق ضيق من الظروف.
وتعتبر الميكروبات جزءًا من كل نظام بيئي. فهي تُشكل أساس العديد من الشبكات الغذائية. فالميكروبات تأكلها الحيوانات، والتي تعتبر كموارد غذائية للحيوانات والنباتات الأخرى. وتلعب الميكروبات دورًا هامًا في تحليل النباتات الميتة والمواد الحيوانية من خلال التحلل. فتتضمن دورة المواد الغذائية والمركبات الأخرى الميكروبات من خلال البيئة. فعلى سبيل المثال، تحلل الميكروبات الموجودة في التربة مواد النباتات والحيوانات في الغابات المدارية منتجة بذلك بيئة نامية خصبة وثرية.
الموائل الميكروبية البرية
لم يتم تحديد سوى واحد بالمائة فقط من الميكروبات التي يمكنها العيش في التربة. حيث تُشارك هذه الكائنات الحية في تكوين التربة، وهي مكونات ضرورية للنظام البيئي الخاص بها. فهي مسئولة عن نقل المواد الغذائية إلى النباتات والحيوانات خلال دورات متنوعة. وتحول بعض الميكروبات النيتروجين من الحالة الغازية إلى شكل يمكن للنباتات استخدامه، مثل السماد الطبيعي. فبدون الميكروبات، لن يكون العديد من النباتات قادرة على النمو.
فالبكتيريا والفطريات التي تعيش في التربة تتغذى على المواد العضوية في الغالب. فهي تعزز تحلل المادة الميتة، والتي تطلق المواد الغذائية المفيدة في التربة. والميكروبات هي الأعضاء الأولية في الشبكة الغذائية للتربة. وهذه الميكروبات حساسة للغاية تجاه بيئتها المحلية. وتؤثر عوامل مثل مستويات ثاني أكسيد الكربون والأكسجين والحموضة والرطوبة ودرجة الحرارة جميعها على نمو الميكروبات في التربة.
الموائل الميكروبية المائية
تعيش الميكروبات في الماء العذب والمالح. وتشتمل هذه الكائنات الحية على النباتات والحيوانات المجهرية بالإضافة إلى البكتيريا والفطريات والفيروسات. وكما هو الحال مع الميكروبات الأخرى، تتواءم الميكروبات التي تعيش في الماء مع الظروف الخاصة ببيئتها. وتتراوح الموائل من ماء المحيط ذي المحتوى المالح جدًا إلى البحيرات العذبة أو الأنهار. وتختلف درجة حرارة البيئات المائية أيضًا، والتي يعيش بها الميكروبات في الينابيع الساخنة بالإضافة إلى الماء شديد البرودة في القطب الشمالي. وتعيش الميكروبات المائية أيضًا في المياه الجوفية الكامنة تحت الأرض وفي جيوب المياه الصغيرة الموجودة في الأرض والناتجة عن الطبيعة وعمل الإنسان.
وعلى غرار مثيلاتها البرية، تلعب الميكروبات المائية دورًا هامًا في دورة المواد الغذائية خلال النظم البيئية للماء. فهي تعزز التحلل عن طريق تحلل الكائنات الحية البحرية والمائية. ويؤدي ذلك إلى إطلاق المواد الغذائية في الماء. وبالإضافة إلى ذلك، تستخدم الميكروبات كغذاء للحيوانات، مثل الديدان البحرية التي تأكل البكتيريا والفطريات التي تعيش في الرواسب المائية. كما أن أحد الأدوار المهمة التي تلعبها الميكروبات المائية هو إنتاج الأكسجين عن طريق العوالق النباتية. حيث تطلق هذه الميكروبات الأكسجين بينما تستخدم الطاقة الشمسية خلال عملية البناء الضوئي.
موائل ميكروبية في كائنات حية أخرى
يمكن أن تتواجد الميكروبات تقريبًا في كل بيئة على هذا الكوكب. ويتضمن ذلك الحياة على النباتات والحيوانات الأخرى وحتى على الإنسان. ويحتوي جسم الإنسان على حوالي 10 تريليون خلية. وهو ما يساوي 10 أضعاف عدد الميكروبات التي تعيش على الجسم أو بداخله، مع آلاف الأنواع المختلفة. لا يوجد اثنين من البشر لهما نفس خليط الميكروبات، وبذلك يكون النظام البيئي الميكروبي الخاص بنا فريد بنحو أكثر.
وتعيش الميكروبات أيضًا في كائنات حية أخرى. فبالنسبة لتلك الميكروبات الموجودة في الإنسان، يمكن أن تكون تلك الميكروبات مؤذية أو ذات فائدة للمضيف. فعلى سبيل المثال، تنمو البكتيريا في عقيدات على النباتات الأنبوبية. وتحول هذه الميكروبات النيتروجين من الهواء إلى الشكل الذي يمكن للنباتات أن تنتفع به. تحتوي المعدة الأولى للأبقار على ميكروبات تعيش فيها - وهي المعدة الخاصة التي يتم فيها هضم العشب والغذاء. وبعدة طرق، تطورت النباتات والحيوانات كموائل لملايين الميكروبات التي تدعوها بالوطن.
البيئات الميكروبية المتطرفة
تعيش الميكروبات في بعض الأماكن المذهلة، مثل: ينابيع المياه الساخنة أو حول الفوهات في أعماق البحار. وبسبب كون البيئات متطرفة للغاية، تُسمى الميكروبات التي تعيش فيها إكستريموفيلز. ويعني ذلك بأنها تحب الحياة في الظروف القاسية لموائلها. وتتكيف الإكستريموفيلز جيدًا مع البيئة الخاصة بها حيث لا يستطيع العديد منها العيش عند جلبها إلى المعمل، إلا إذا تمت تهيئة الظروف الخاصة بها بالضبط كما هي موجودة في النظام البيئي الذي جاءت منه الميكروبات.
فكل ميكروب لديه فكرته الخاصة حول ظروف البيئة المثالية التي يمكنه العيش بها، كما هو الحال عند الإنسان، فالبعض، مثل الموجودة في الينابيع الساخنة، يحتاج إلى درجات حرارة قاسية للنمو. بينما ينمو البعض الآخر بقوة عندما يكون تركيز الملح في المياه مرتفع جدًا، كما يوجد في بعض أجزاء المحيط والأرض المفتقرة لبحيرات المياه المالحة. وهناك بعض الميكروبات التي تعيش داخل الصخور أو في الثقوب الموجودة بين حبوب المعادن. يمكن أن تعيش هذه الميكروبات داخل أعماق الأرض. وتكون الأكستريموفيلز أكثر من مجرد كائنات ذات أهمية. ويستخدم العلماء قدراتهم لأغراض أخرى. وقد ساهمت تجمعات الأكستريموفيلز في منظفات الغسيل المعينة للمياه الساخنة وهي تُستخدم في التقنيات الخاصة لنسخ الحمض النووي الريبوزي منقوص الأكسجين.
الموائل الميكروبية خارج الأرض
يُحتمل أن تُحمل الميكروبات إلى الأرض من كواكب أو كويكبات أخرى. وحتى الآن، لم يتم اكتشاف أية ميكروبات خارج هذا الكوكب، بيد أن مجال علم الأحياء المجهري خارج الأرض يستمر في الازدهار. وشجع وجود الميكروبات التي تحيا في البيئات القاسية على الأرض العلماء لبحث أشكال هذه الحياة الدقيقة في الأماكن الصعبة على كواكب أخرى مثل كوكب المشترى.
حيث تبحث المجسات الفضائية المرسلة إلى كوكب المشترى عن الميكروبات التي تعيش هناك. بينما يعتبر نمو الميكروبات بعيدًا هو أمر غاية في الصعوبة، إلا أنه يمكن للعلماء البحث عن إشارات لنشاطاتهم. ويتضمن ذلك تحلل المواد الغذائية أو إنتاج الغازات.
http://microbes.org/microscopic-worlds/microbial-habitats أعدها جيفري نويل (Jeffery Noel)